# Valentín Aguirre
Valentín Aguirre (Arrecifes, Provincia de Buenos Aires, 25 de noviembre de  1996) es un piloto de automovilismo argentino. Fue campeón de TC Pista en 2017 y compite en Turismo Carretera desde el año siguiente. 

## Carrera deportiva
Su debut se dio en 2013 en la Fórmula Bonaerense FEDENOR, donde cerró su participación en la tercera colocación del campeonato. En 2014 debutó en la categoría TC Zonal, donde al mismo tiempo conquistó el título al comando de un prototipo con motor de Ford Falcon.
Tras estas experiencias en zonales, en 2015 incursionó a nivel nacional al debutar en la divisional TC Mouras de la Asociación Corredores de Turismo Carretera. En dicha temporada, compitió al comando de un Chevrolet Chevy del equipo JP Carrera con el cual conquistó el subcampeonato por detrás del eventual campeón Julián Santero. Este título le permitió a Aguirre ascender al TC Pista, donde debutó en 2016 alternando la conducción entre un Chevrolet Chevy y un Dodge Cherokee. Finalmente y al comando de esta unidad, en 2017 obtuvo el título de TC Pista, logrando así su primer título a nivel nacional.
En 2018 debutó a tiempo completo en el TC, y al año siguiente luchó por el campeonato, terminando segundo en la Copa de Oro, detrás del campeón Agustín Canapino, y quinto en el campeonato general. También fue segundo en el campeonato de TC Pick Up, detrás de Juan Pablo Gianini. Además, fue subcampeón del torneo de jóvenes talentos de Porsche GT3 Cup Trophy Argentina. En 2020, llegó al Súper TC 2000 de la mano del Midas Carrera Team.
Al año siguiente, se marchó al DTA Racing de TC, pero volvió al JP tras las primeras carreras de la temporada 2022 tras la falta de buenos resultados. Ese año terminó quinto en TC Pick Up con dos victorias.

## Vida personal
Entre sus relaciones personales, su padre Gastón Aguirre fue también piloto de automovilismo, habiendo participado en categorías como el Supercart, Turismo Carretera,el Top Race y el Gran Turismo Americano, conquistando tres títulos en esta última división.

## Resumen de carrera
| Temporada | Categoría                                                  | Equipo                | Carreras | Victorias | Poles | VR | Podios | Puntos | Pos. |
| --------- | ---------------------------------------------------------- | --------------------- | -------- | --------- | ----- | -- | ------ | ------ | ---- |
| 2015      | TC Mouras                                                  | Dole Racing           | 14       | 1         | 1     | 1  | 7      | 525.25 | 2.º  |
| 2016      | TC Pista                                                   | JP Racing             | 16       | 1         | 1     | 1  | 3      | 436.5  | 9.º  |
| 2017      | TC Pista                                                   | JP Carrera            | 14       | 4         | 1     | 2  | 7      | 495    | 1.º  |
| 2017      | Top Race V6                                                | JP Carrera            | 4        | 0         | 0     | 0  | 0      | 16     | 18.º |
| 2017      | Turismo Carretera                                          | JP Carrera            | 1        | 0         | 0     | 0  | 1      | -      | -    |
| 2017      | TC Mouras - Torneo de Invitados                            | JP Carrera            | 1        | 0         | 0     | 0  | 1      | 17     | 26.º |
| 2018      | Turismo Carretera                                          | JP Carrera            | 14       | 0         | 1     | 1  | 0      | 263.75 | 23.º |
| 2018      | TC Mouras - Torneo de Invitados                            | JP Carrera            | 4        | 1         | 0     | 0  | 2      | 62     | 6.º  |
| 2018      | TC Pick Up                                                 | JP Carrera            | 3        | 0         | 0     | 0  | 0      | 0      | 9.º  |
| 2019      | Turismo Carretera                                          | JP Carrera            | 15       | 2         | 2     | 2  | 4      | 426    | 5.º  |
| 2019      | TC Pick Up                                                 | JP Carrera            | 10       | 2         | 0     | 2  | 3      | 177    | 2.º  |
| 2019      | Porsche GT3 Cup Trophy Argentina - Torneo Jóvenes Talentos |                       | ?        | ?         | ?     | ?  | ?      | 100    | 2.º  |
| 2020      | Turismo Carretera                                          | JP Carrera            | 11       | 2         | 1     | 1  | 3      | 280    | 12.º |
| 2020      | Súper TC2000                                               | Midas Carrera Team    | 15       | 0         | 0     | 0  | 1      | 18     | 17.º |
| 2021      | Turismo Carretera                                          | DTA Racing            | 14       | 0         | 0     | 0  | 1      | 197.25 | 26.º |
| 2022      | Turismo Carretera                                          | DTA Racing JP Carrera | 15       | 0         | 0     | 0  | 0      | 207.75 | 26.º |
| 2022      | TC Pick Up                                                 | JP Carrera            | 11       | 2         | 0     | 2  | 5      | 295    | 5.º  |
| 2023      | Turismo Carretera                                          | JP Carrera            | 15       | 1         | 0     | 1  | 2      | 331    | 10.º |
| Fuente:   |                                                            |                       |          |           |       |    |        |        |      |

## Resultados

### TC Mouras
| Temporadas | Temporadas      | Fechas | Fechas | Fechas | Fechas | Fechas | Fechas | Fechas | Fechas | Fechas | Fechas | Fechas | Fechas | Fechas | Fechas | Posiciones finales |
| Equipos    | Automóvil       | Fechas | Fechas | Fechas | Fechas | Fechas | Fechas | Fechas | Fechas | Fechas | Fechas | Fechas | Fechas | Fechas | Fechas | Posiciones finales |
| ---------- | --------------- | ------ | ------ | ------ | ------ | ------ | ------ | ------ | ------ | ------ | ------ | ------ | ------ | ------ | ------ | ------------------ |
| 2015       | 2015            | 01     | 02     | 03     | 04     | 05     | 06     | 07     | 08     | 09     | 10     | 11     | 12     | 13     | 14     | 2º (508.25 puntos) |
| JP Carrera | Chevrolet Chevy | 14     | 3º     | 4º     | 7º     | 8º     | 2º     | 16     | 3º     | 2º     | 24     | 1º     | 12     | 2º     | 3º     | 2º (508.25 puntos) |

### Top Race
| Temporada | Categoría   | Equipo     | Automóvil         | Posición           |
| --------- | ----------- | ---------- | ----------------- | ------------------ |
| 2017      | Top Race V6 | JP Carrera | Chevrolet Cruze I | 18º (16.00 puntos) |

- [9][10]

### Súper TC 2000
| Año  | Equipo               | Auto               | 1    | 2    | 3     | 4     | 5    | 6    | 7     | 8     | 9      | 10     | 11    | 12    | 13  | 14  | 15  | 16  | 17   | 18   | 19    | Res. | Puntos |
| ---- | -------------------- | ------------------ | ---- | ---- | ----- | ----- | ---- | ---- | ----- | ----- | ------ | ------ | ----- | ----- | --- | --- | --- | --- | ---- | ---- | ----- | ---- | ------ |
| 2020 |                      |                    | BA I | BA I | BA II | BA II | AG I | AG I | AG II | AG II | BA III | BA III | BA IV | BA IV | RC  | RC  | PAR | PAR | BA V | BA V | BA VI | 17.º | 18     |
| 2020 | Midas Carrera Racing | Toyota Corolla XII | 13   | 15   | 14    | 13    | Ret  | Ret  | 15    | 14    | 8      | Ret    | 4     | 3     | Ret | Ex. | 14  | Ret |      |      |       | 17.º | 18     |

## Palmarés
| Título     | Categoría           | Modelo          | Año  |
| ---------- | ------------------- | --------------- | ---- |
| Campeón    | TC Zonal de FEDENOR | Soprana-Ford    | 2014 |
| Subcampeón | TC Mouras           | Chevrolet Chevy | 2015 |
| Campeón    | TC Pista            | Dodge Cherokee  | 2017 |